# Intel
Intel Corporation è un'azienda multinazionale statunitense fondata il 18 luglio 1968 con sede a Santa Clara (California).
Produce dispositivi a semiconduttore, microprocessori, componenti di rete, chipset per schede madri, chip per schede video e molti altri circuiti integrati.

## Storia

### La creazione

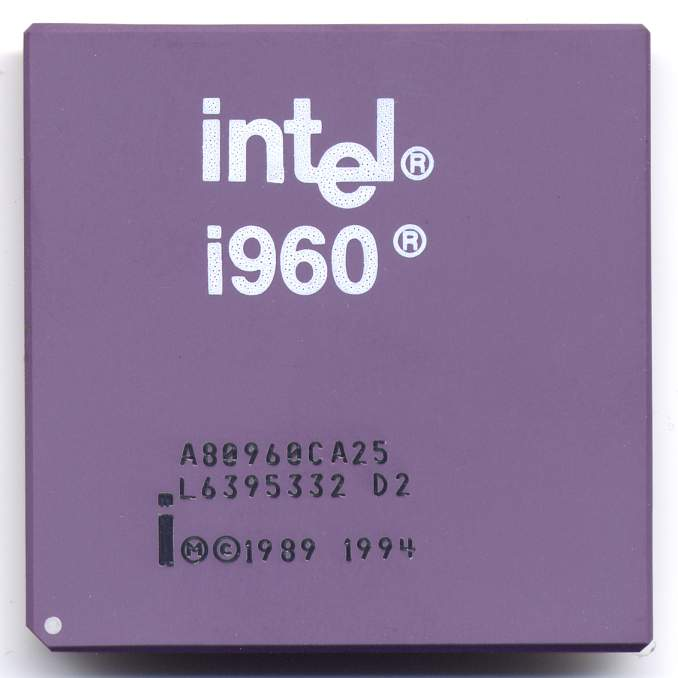
Processore Intel i960

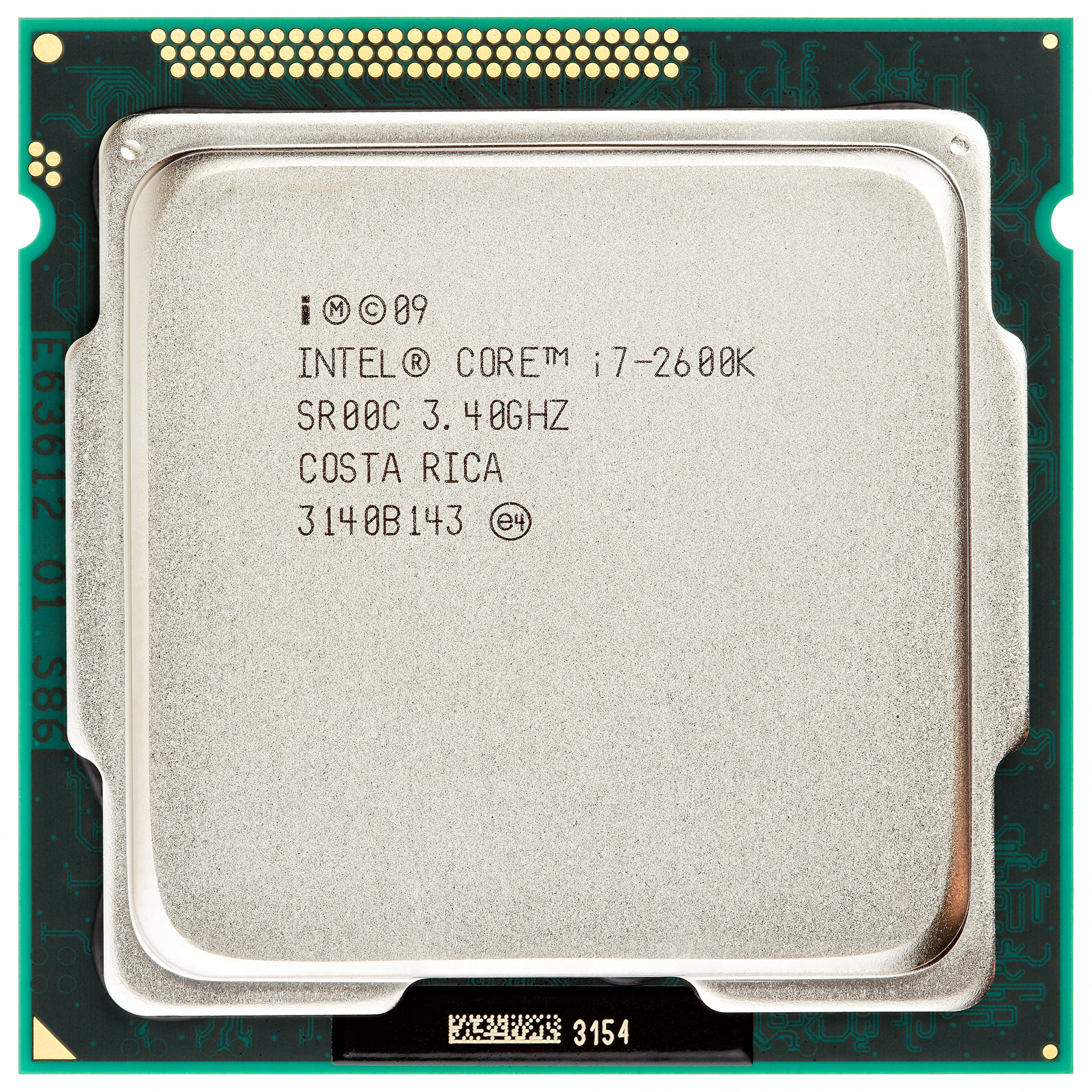
Processore Intel Core i7 2600K Sandy Bridge

Nel 1968 Robert Noyce e Gordon Moore lasciano la Fairchild Semiconductor e fondano la Integrated Electronics Corporation, successivamente abbreviata in Intel Corporation. Poco dopo Andrew Grove arriva alla direzione della società.
Intel all'inizio produceva componenti per memorie e, durante gli anni settanta, era divenuta leader nella produzione di memorie DRAM, SRAM e ROM. La svolta arrivò nel 1971 quando Marcian Hoff, Federico Faggin, Stanley Mazor e Masatoshi Shima costruirono il primo microprocessore, l'Intel 4004. Nel 1973 l'azienda registrò vendite per 66 milioni di dollari.

### Le innovazioni e le microarchitetture
Nel 1983 il presidente Andrew Grove decise di abbandonare la costruzione di memorie per passare alla produzione di microprocessori. Lui stesso descrisse questa transizione nel libro Only the Paranoid Survive. Un elemento chiave fu il microprocessore 8086 che nel 1982 venne scelto da IBM per i suoi PC, alla condizione di avere una seconda fonte di produzione; Advanced Micro Devices, con uno scambio di licenze, divenne quindi il secondo fornitore di processori 8088 e 8086 per i PC IBM. Il "problema" dei secondi fornitori sarà sempre presente fino all'avvento del Pentium, quando Intel decise di chiamare il suo nuovo processore con un nome brevettato di sua invenzione (Pentium, appunto) anziché con un numero (586) che poteva essere usato anche dai secondi fornitori, non potendosi brevettare un numero.
Intel firmò vari accordi con AMD dal 1976, che concedevano alle due aziende a vicenda l'utilizzo delle loro tecnologie brevettate. Tuttavia Intel intentò più volte causa ad AMD per violazioni di proprietà intellettuale.
Durante gli anni novanta la Intel Architecture Labs fu la maggior responsabile delle innovazioni hardware dei personal computer, fra cui i bus PCI, PCI Express, l'USB e le prime architetture per server multiprocessori (SMP).

### Anni '90: il Pentium e l'imposizione sul mercato
Nel 1993 venne lanciato il Pentium, capostipite di una famiglia di microprocessori di successo. Intel riuscì a detenere l'assoluto primato nel mercato di processori x86, arrivando a quote di mercato di oltre l'85% nel 1997. Ciò attirerà molta attenzione da parte delle autorità antitrust.

### L'architetturaNetBurste la competizione
Nel 2000 Intel rivelò i processori Pentium 4 basati sulla controversa architettura NetBurst. Nonostante le innovazioni come l'Hyper-Threading e un altissimo clock del processore, i Pentium 4 avevano un consumo eccessivo ed a parità di clock erano battuti dal precedessore Pentium III.
Nel frattempo AMD divenne molto competitiva grazie alla famiglia di processori Athlon basati su architettura K7, riuscendo a strappare ad Intel una buona percentuale di vendite di processori. Sempre AMD nel 2005 lanciò i processori Athlon 64 X2 con due core nativi; la controparte Intel Pentium D era considerevolmente meno efficiente.

### La ripresa conIntel Core
Nel 2006 Intel annunciò una nuova serie di processori, gli Intel Core. Nello stesso anno, Apple diventò cliente di Intel creando il primo iMac Intel, abbandonando l'utilizzo dei processori PowerPC su tutti i dispositivi. Il supporto per l'Hyper-Threading, inizialmente rimosso, venne reintrodotto nel 2008 con la microarchitettura Nehalem. Inizialmente denominati Core 2 Duo, Core 2 Quad processori Intel Core saranno poi suddivisi in Core i3, i5, i7 e Core i7 Extreme, differenziandosi in base al clock e al numero di core e thread.
In questo periodo l'azienda introdusse inoltre il modello di sviluppo Tick-Tock, prevedendo l'alternarsi di un anno in cui migliorare processo produttivo e uno per implementare una nuova architettura.
Nel settembre del 2007 la società acquistò Havok, sviluppatore noto in ambito software per lo sviluppo dell'omonimo motore fisico utilizzato in più di 150 videogiochi.
Nel 2008 venne fondata la Numonyx assieme ad STMicroelectronics e Francisco Partners.
Nel 2011 Intel annunciò di utilizzare per la prima volta il processo produttivo a 22 nm trigate con i processori Ivy Bridge.

### Difficoltà e ritardi nei processi
Ad agosto 2015 vennero presentati i processori Intel Core di sesta generazione con la nuova architettura Skylake e processo produttivo a 14 nm come la precedente Broadwell. Le generazioni successive, tuttavia, deviarono dal modello Tick-Tock: Kaby Lake, Coffee Lake e Comet Lake continuarono ad utilizzare i 14 nm, mentre la Cannon Lake, inizialmente prevista per il 2017, fu ritardata di un anno e ne fu rilasciato un solo modello per computer portatili. Intel abbandonerà definitivamente i 14 nm solo dopo il rilascio Rocket Lake nel 2021, derivata dai 10 nm Ice Lake per processori mobili ma "riportata" ai 14.
Dal 2015 Intel si è mostrata interessata al mondo dei droni, in particolare alle applicazioni possibili grazie alle camere ad alta definizione di cui sono dotati i droni moderni, avviando una partnership con Qualcomm. La collaborazione ha portato alla creazione delle videocamere Intel RealSense, in grado di percepire la profondità delle immagini. Intel ha anche collaborato con la DJI e con la Ryze Robotics fornendo processori per i loro droni (es. TELLO).
Nel gennaio 2018 vennero scoperte le vulnerabilità Spectre e Meltdown, che interessavano tutti i processori prodotti da Intel dal 1995, ad eccezione dei processori Itanium e quelli Atom fino al 2013. Alcune varianti interessano anche processori x86 della AMD, nonché quelli ARM. Negli anni successivi i ricercatori hanno continuato a trovare varianti di tali vulnerabiltà, per le quali sono state necessarie sia mitigazioni hardware che software, a fronte di una riduzione di performance dei processori.
Nel 2020 la Apple ha scelto d'interrompere la collaborazione con Intel, lanciando Apple Silicon. Tuttavia la Intel collaborerà al processo di transizione.
Nel 2021 Intel ha ventilato l'ipotesi di aprire un nuovo stabilimento industriale in Europa; per la precisione in Germania, a Dresda o a Monaco. La produzione partirà però solo nel 2024. Intel sarebbe pronta a investire 80 miliardi di euro in Europa per cercare di reagire alla crisi dei semiconduttori.
Nel 2023 è prevista la fine della produzione di due storici processori della Intel, ossia il Pentium e il più recente Celeron, lasciando spazio a Intel Processor.

## Affari societari

### Struttura societaria
Il 21 giugno 2018, l'amministratore delegato Brian Krzanich si dimette per una relazione consensuale che ha avuto con una dipendente, iniziata 10 anni prima e terminata nel 2013 prima che Krzanich diventasse CEO. La politica interna che proibisce ai manager di avere relazioni con dipendenti è stata introdotta nel 2011. Robert "Bob" H. Swan, già CFO, è stato nominato CEO temporaneo fino a nomina del nuovo CEO permanente.

## Controversie legali
Nell'ottobre del 2007 venne raggiunto un accordo extragiudizionario con Transmeta: la società accusava Intel di aver violato alcune sue proprietà intellettuali. Intel ha pagato 250 milioni di dollari per aver accesso non esclusivo a tutti i brevetti della società. Nel febbraio del 2008 la società venne citata in giudizio dall'University of Wisconsin-Madison per aver violato il brevetto statunitense 5.781.752 nei processori Core 2.
Nel maggio del 2009 Intel ricevette una multa da 1,06 miliardi di euro dall'Antitrust europeo per abuso di posizione dominante. Nel novembre 2009 Intel si accordò con AMD a pagare 1,25 miliardi di dollari per ritirare le denunce a suo carico che AMD aveva presentato, permettendo a quest'ultima di risanare parte dei debiti accumulati.

## Slogan
Lo slogan usato inizialmente nelle pubblicità era «The computer inside» ("Il computer all'interno"), nel 1991 si iniziò ad utilizzare «Intel inside», che, nel 2006, venne sostituito da «Leap Ahead» («Balzare in avanti»).. Nel maggio 2009 divenne «Sponsors of Tomorrow» ("Sponsor del futuro"). Dal 2013 è «Look inside» ("Guarda l'interno").

## Curiosità
Nel celebre sceneggiato di fantascienza A for Andromeda, prodotto dalla BBC nel 1961, scritto da Fred Hoyle con la collaborazione di John Elliot, un colosso privato interessato ad un immaginario computer alieno si chiama proprio Intel.
Un albo a fumetti del "mago" Mandrake, del 1967, ha titolo L'Inter Intel.